# Cycnotrachelodes ussuriensis
Cycnotrachelodes ussuriensis es una especie de coleóptero de la familia Attelabidae.

## Distribución geográfica
Habita en Japón, China, Corea y Rusia.